# Stasis (computerspel)
Stasis is een sciencefiction-horror-point-and-click adventurespel ontwikkeld door The Brotherhood en initieel uitgebracht door Daedalic Entertainment op 31 augustus 2015. Later werd het spel ook uitgegeven door andere bedrijven waaronder GOG. Het speelveld is in isometrisch perspectief. Het spel is beschikbaar voor Microsoft Windows en macOS.

## Verhaal
De speler bestuurt John Maracheck. Hij is met zijn vrouw Ellen en dochter Rebecca onderweg naar de maan Titan voor een vakantie. Omdat de reis lang duurt, werden de passagiers in stase gebracht. Wanneer John uit deze stase ontwaakt, bevindt hij zich in een schijnbaar verlaten, zeer gehavend ruimtetuig.
John kan zich niets meer herinneren sinds hij in stase werd gebracht. Hij ontdekt dat hij zich in het onderzoekschip "Groomlake" bevindt dat allerhande medische testen uitvoert. In het schip vindt hij talloze zwaar verminkte lijken en komt hij te weten dat de dader aanwezig moet zijn op het schip.
John slaagt er in om over een radio contact te maken met Te'Ah Hensley, een botanicus. Hensley geeft beetje-bij-beetje informatie vrij wat er zich op het schip heeft afgespeeld en waar John de andere passagiers kan vinden. John ontmoet ook wetenschapper Geradus Malan, maar die heeft de intentie om John te doden. Verder vindt John op het schip gemuteerde schepsels en ontdekt hij dat zowel zijn dochter als vrouw zijn omgekomen. Uiteindelijk blijkt dat Hensley dit alles heeft opgezet omwille van een persoonlijk vendetta tegen John en de Cayne-groep waarvoor hij werkt.

## Ontwikkeling
Het spel werd deels gefinancierd door een Kickstarter-campagne, waarmee uiteindelijk 132.523 dollar in december 2013 werd opgehaald. Tegen die tijd was het spel al drie jaar in ontwikkeling.